# Skotnes
Skotnes est une localité du comté de Nordland, en Norvège.

## Géographie
Administrativement, Skotnes fait partie de la kommune de Vestvågøy.